# Italie aux Jeux olympiques d'été de 1936
L'équipe olympique italienne, composée de 182 sportifs, a participé à ses neuvièmes Jeux olympiques d'été à Berlin. L'Italie avec vingt-deux médailles s'est classée au quatrième rang du classement des nations, derrière le pays hôte, l'Allemagne, les États-Unis et la Hongrie.
Lors de ces Jeux, Trebisonda Valla est devenue la première Italienne championne olympique en remportant la course du 80 m haies.

## Liste des médaillés italiens

### Médailles d'or
| Sport              | Discipline             | Sportifs | Performance |
| Médailles d'or : 8 |                        | |             |
| Athlétisme         | 80 m haies (F)         | Trebisonda Valla | 11 s 7 (RO) |
| Boxe               | Coq 50.8-53.5 kg       | Ulderico Sergo |             |
| Escrime            | Fleuret (H)            | Giulio Gaudini |             |
| Escrime            | Épée (H)               | Franco Riccardi |             |
| Escrime            | Fleuret par équipe (H) | Giorgio Bocchino Manlio Di Rosa Gioacchino Guaragna Ciro Verratti Giulio Gaudini Gustavo Marzi |             |
| Escrime            | Épée par équipe (H)    | Alfredo Pezzana Edoardo Mangiarotti Saverio Ragno Giancarlo Cornaggia Medici Giancarlo Brusati Franco Riccardi |             |
| Football           | Tournoi olympique      | Bruno Venturini Alfredo Foni Pietro Rava Giuseppe Baldo Achille Piccini Ugo Locatelli Annibale Frossi Libero Marchini Sergio Bertoni Carlo Biagi Francesco Gabriotti Giulio Cappelli Alfonso Negro Luigi Scarabello entraîneur :Vittorio Pozzo |             |
| Voile              | Classe 8 m             | Italia Giovanni Reggio Bruno Bianchi Luigi De Manincor Domenico Mordini Luigi Poggi Enrico Poggi | 55 pts      |

### Médailles d'argent
| Sport                  | Discipline               | Sportifs | Performance  |
| Médailles d'argent : 9 |                          | |              |
| Athlétisme             | 800 m (H)                | Mario Lanzi | 1 min 53 s 3 |
| Athlétisme             | Relais 4 × 100 m (H)     | Orazio Mariani Gianni Caldana Elio Ragni Tullio Gonnelli                                                                                       | 41 s 1       |
| Aviron                 | Deux avec barreur (H)    | Almiro Bergamo Guido Santin Luciano Negrini | 8 min 49 s 7 |
| Aviron                 | Huit                     | Guglielmo Del Bimbo Dino Barsotti Oreste Grossi Enzo Bartolini Mario Checcacci Dante Secchi Ottorino Quaglierini Enrico Garzelli Cesare Milani | 6 min 26 s 0 |
| Boxe                   | Mouches -50.8 kg         | Gavino Matta |              |
| Cyclisme sur piste     | Poursuite par équipe (H) | Severino Rigoni Bianco Bianchi Mario Gentili Armando Latini                                                                                    | 4 min 51 s 0 |
| Escrime                | Épée individuel (H)      | Saverio Ragno |              |
| Escrime                | Sabre individuel (H)     | Gustavo Marzi |              |
| Escrime                | Sabre par équipe (H)     | Vincenzo Pinton Aldo Masciotta Athos Tanzini Aldo Montano Gustavo Marzi Giulio Gaudini                                                         |              |

### Médailles de bronze
| Sport                   | Discipline             | Sportifs                   | Performance  |
| Médailles de bronze : 5 |                        |                            |              |
| Athlétisme              | 1 500 m (H)            | Luigi Beccali              | 3 min 49 s 2 |
| Athlétisme              | Lancer du disque       | Giorgio Oberweger          | 49,23 m      |
| Escrime                 | Fleuret individuel (H) | Giorgio Bocchino           |              |
| Escrime                 | Épée individuel (H)    | Giancarlo Cornaggia Medici |              |
| Pentathlon moderne      | Individuel (H)         | Silvano Abba               | 45,5 pts     |

## Sources
- (en) Cet article est partiellement ou en totalité issu de l’article de Wikipédia en anglais intitulé « Italy at the 1936 Summer Olympics » (voir la liste des auteurs).